# Fulvosäuren
Die Fulvosäuren (auch: Fulvinsäuren) sind eine Gruppe organischer Säuren mit uneinheitlicher Zusammensetzung. Sie entstehen wie die Huminsäuren und die Humine bei der Zersetzung von Pflanzenmaterial (Humifizierung), haben jedoch im Vergleich zu den Huminsäuren eine deutlich geringere molare Masse und stärker sauren Charakter. Fulvosäuren sind deutlich besser in saurem Milieu löslich als Huminsäuren, was man zur Trennung der beiden Stoffgruppen nutzen kann. Sie geben Wasser eine bräunlich-gelbliche Färbung und erhöhen seinen CSB-Wert.